# Мала Пєсочня (Калузька область)
Мала Пєсочня (рос. Малая Песочня) — присілок в Кіровському районі Калузької області Російської Федерації.
Населення становить 295 осіб. Входить до складу муніципального утворення Присілок Мала Песочня.

## Історія
Від 2004 року входить до складу муніципального утворення Присілок Мала Песочня.

## Населення
| 2002 | 2010 |
| ---- | ---- |
| 288  | ↗295 |